# Francis Wemyss-Charteris, 9. Earl of Wemyss
Francis Wemyss-Charteris, 9. Earl of Wemyss, 5. Earl of March (* 14. August 1796; † 1. Januar 1883) war ein schottischer Peer.
Er war der älteste Sohn von Francis Douglas, 8. Earl of Wemyss und dessen Gattin Margaret Campbell. Beim Tod seines Vaters 1853 erbte er dessen Adelstitel. Mit dem seinem Vater 1821 verliehenen, nachgeordneten Titel Baron Wemyss war ein erblicher Sitz im House of Lords verbunden.
1827 bis 1830 war er Großmeister der Freimaurer-Großloge von Schottland. 1853 bis 1880 diente er als Lord Lieutenant von Peeblesshire.
Am 22. August 1817 heiratete er in Paris Louisa Bingham, Tochter des Richard Bingham, 2. Earl of Lucan. Sie hatten sechs Kinder:
- Francis Richard Charteris, 10. Earl of Wemyss (1818–1914)
- Richard Charteris (1822–1874)
- Anne Charteris (1829–1903)
- Louisa Wemyss-Charteris (1830–1920) ⚭ William Wells (1818–1889), MP
- Frederick William Charteris (1833–1887)
- Walter Charteris (* 1854)